# Przedkuwka
Przedkuwka – materiał wsadowy zastosowany w technologii obróbki plastycznej metali. W trakcie procesu technologicznego np. kucia, z przedkuwki powstaje odkuwka. Inna nazwa przedkuwki to „wstępniak”.